# Andrea De Rosa (regista)
Andrea De Rosa (Napoli, 20 luglio 1967) è un regista italiano.

## Biografia
Assistente di Mario Martone. Dopo il debutto con Idomeneo di Mozart, nell’opera spazia dal Novecento (con opere di Britten, Maderna, Schönberg, Hindemith, Azio Corghi) al melodramma ottocentesco (con numerosi titoli di Verdi, Bellini, Donizetti) fino al primo novecento di Puccini e Granados. Le sue produzioni sono state rappresentate in Teatri quali l’Opera di Roma, il Teatro del maggio fiorentino, il Regio di Torino, La Fenice di Venezia, il San Carlo di Napoli, il Teatro Real di Madrid, il Mariinsky di San Pietroburgo, il Municipal di Sao Paolo, il Sao Carlos di Lisbona, la Royal Opera di Copenaghen, il Festival di Pentecoste di Salisburgo, collaborando con i maggiori direttori d’orchestra tra i quali Riccardo Muti, Valery Gergiev, Myung Wung Chung.
Negli ultimi anni ha lavorato spesso al teatro Mariinsky di San Pietroburgo dove, dopo il grande successo riscosso dapprima con la sua produzione veneziana di Simon Boccanegra e il Falstaff inaugurale del Festival delle notti bianche, nel 2019 ha creato una nuova produzione di Lucia di Lammermoor.
Nelle sue produzioni in prosa mette in scena titoli come: Le Troiane e Le Baccanti di Euripide, Il decimo anno da Euripide ed Eschilo, Elettra di Hugo von Hofmannsthal, Maria Stuart di Friederich Schiller, Molly Sweeney di Brian Friel, La Tempesta e Macbeth di Shakespeare, Manfred di Byron (con le musiche di Schumann dirette da Gianandrea Noseda), Fedra di Seneca. A questi titoli affianca un lavoro caratterizzato da un più spiccato senso di ricerca teatrale/filosofica: Encomio di Elena da Gorgia da Lentini, Tutto ciò che è grande è nella Tempesta (su Martin Heidegger), Studio sul Simposio di Platone, fino ai più recenti Autobiografia erotica di Domenico Starnone, Giulio Cesare (uccidere il tiranno) di Fabrizio Sinisi da Shakespeare,  E pecchè, e pecchè e pecchè? Pulcinella in purgatorio di Linda Dalisi e Satyricon di Francesco Piccolo ispirato a Petronio, e "Nella solitudine dei campi di cotone " di Bernard-Marie Koltes
Dal 2008 al 2011 è stato direttore del Teatro Stabile di Napoli.
Dal dicembre 2021 è direttore della Fondazione Teatro Piemonte Europa di Torino.